# Víctor Cullell Comellas
Víctor Cullell i Comellas (Barcelona, 26 de septiembre de 1976) es un exsecretario del gobierno de Cataluña. Actuó de secretario del Consejo Asesor para la Transición Nacional en abril de 2013, órgano adscrito a la Consejería de Presidencia de la Generalidad de Cataluña y suprimido en octubre de 2017 en aplicación del artículo 155 de la Constitución.

## Biografía

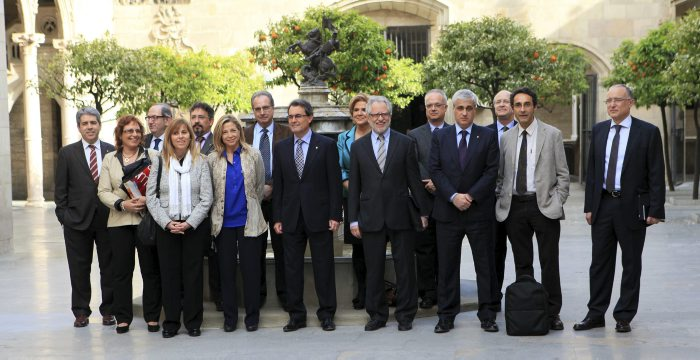
Imagen del Consejo Asesor para la Transición Nacional tras su constitución (abril de 2013)

Víctor Cullell es licenciado en Ciencias Políticas y de la Administración por la Universidad de Barcelona, MBA por la BES La Salle - Manhattan College y máster en Dirección Pública EMPA por el ESADE. También se ha especializado en el ámbito de la gestión pública y de la comunicación política en la Universidad de Barcelona, la Universidad Autónoma de Barcelona (UAB) y el Instituto de Ciencias Políticas y Sociales.

## Trayectoria
Comenzó su actividad política como militante de la Joventut Nacionalista de Catalunya (JNC), las juventudes convergentes. Militante de Convergencia Democrática de Cataluña (CDC), primero, y del Partido Demócrata Europeo Catalán (PDeCAT). Fue jefe de gabinete de Relaciones Institucionales de la Oficina del Presidente Artur Mas entre 2010 y 2013. En abril de 2013, fue nombrado director general de Análisis y Prospectiva, cargo adscrito al Departamento de Presidencia.